# Autonome gebieden van China
De Volksrepubliek China kent verschillende autonome gebieden die direct verbonden zijn met een etnische minderheid die in zo'n gebied leeft. Dergelijke autonome gebieden hebben rechten die andere bestuurlijke gebieden niet hebben.
Op drie bestuurlijke niveaus zijn er autonome gebieden:
| Niveau           | Type                      | Chinees | Pinyin    | Aantal* |
| ---------------- | ------------------------- | ------- | --------- | ------- |
| 1 (provincie)    | Autonome regio's          | 自治区  | zìzhìqū   | 5       |
| 2 (prefectuur)   | Autonome prefecturen      | 自治州  | zìzhìzhōu | 30      |
| 3 (countyniveau) | Autonome arrondissementen | 自治县  | zìzhìxiàn | 117     |
| 3 (countyniveau) | Autonome vlaggen          | 自治旗  | zìzhìqí   | 3       |

Op het vierde niveau (gemeenteniveau) bestaan ook de sumu en etnische gemeenten, maar deze 'autonome' gebieden hebben niet de privileges die de grotere autonome gebieden hebben.